# Schlossberg (Kiew)
Der Schlossberg (russisch Замковая гора, ukrainisch Замкова гора, wiss. Transliteration Zamkovaja gora), auch Choriwiza- (Хоривица), Kisseljowka- (Киселёвка), Florowskaja- (Флоровская) oder Frolowskaja-Berg (Фроловская гора), ist ein im Gebiet der Hauptstadt der Ukraine Kiew gelegener Hügel. Der Hügel wurde im Quartär durch Erosion vom benachbarten Altkiewer Hügel getrennt. Sein Plateau liegt ungefähr 80 Meter über dem Dnjepr. An ihn grenzen der Altkiewer Hügel, Schtschekawiza, Gontschary-Koschemjaki und das Podol an.
Archäologische Funde legen die erstmalige Besiedlung des Hügels in der Bronzezeit nahe.
Nach Meinung einiger Forscher könnte sich auf dem Hügel auch die vom Poljanenfürsten Kyi angelegte Siedlung befunden haben, bevor sich dann im 9./10. Jahrhundert auf dem Altkiewer Hügel die Alte Kiewer Siedlung entwickelte, die als Keimzelle der späteren Stadt Kiew gilt. In der zweiten Hälfte des 9. Jahrhunderts entstand eine Siedlung der Luka-Rajky-Kultur auf dem Hügel. Die zentrale Siedlung mit einer Fläche von 2,5 ha war ringförmig von mehreren kleineren Siedlungen auf dem Kudrjawez im Westen, auf dem Detinka und dem Altkiewer Hügel im Süden und dem Wosdychalniza im Osten umgeben. In älteren Handschriften wird die Alte Kiewer Siedlung auf dem Altkiewer Hügel als „Terem-Hof“ (Terem von altgriechisch τò τέραμνον „Wohnsitz“, „Gemach“) bezeichnet und angegeben, dass er sich außerhalb der Stadt Kiew befände, die in der Nähe an einem anderen Ort läge. Am wahrscheinlichsten erscheint dabei die Verortung der Stadt auf dem Choriwiza-Hügel.
Während der Zeit der litauischen Fremdherrschaft entwickelte sich das Podol zum Zentrum der Stadt. Auf dem Choriwiza-Hügel ließ der Kiewer Fürst Wladimir Olgerdowitsch in den 1370er/1380er Jahren eine hölzerne Burg erbauen, der Choriwiza wurde fortan Schlossberg genannt. Der krimtatarische Khan Meñli I. Giray brannte 1482 während der Brandschatzung Kiews die Burg ab, jedoch wurde diese 1532–1545 wieder aufgebaut, aber 1651 von aufständischen Saporoger Kosaken erneut abgebrannt. Zu dieser Zeit gehörte sie dem Magnaten Adam Kisiel. Nach ihm erhielt der Hügel den Namen Kisseljowka. Nach der Zerstörung der Burg wurde der Hügel lange Zeit als Gemüsegarten der Bewohner der umliegenden Ansiedlungen genutzt.
Auf dem Hügel wurde 1816 ein Friedhof für die Bewohner des Podols, von Gontscharow und Koschemjak sowie den Nonnen des nahegelegenen Florowski-Klosters angelegt. Letzterem wurde der Hügel 1854 übereignet. Aus dieser Zeit stammt auch der Name Florowskaja-Berg. 1857 entstand auf dem Hügel die Dreifaltigkeitskirche als Begräbniskirche und eine steinerne Umfassungsmauer des Friedhofs, die teilweise noch erhalten ist. Offiziell war der Friedhof bis 1921 in Betrieb, jedoch fanden Beisetzungen bis in die 1950er Jahre statt.
Die Dreifaltigkeitskirche auf dem Hügel wurde in den 1930er Jahren geschleift. In den 1950er Jahren entstand auf dem Hügel eine Funkstation, die zur Unterdrückung bzw. Störung der Signale ausländischer Rundfunkstationen diente. Diese wurde zu Beginn der 1990er Jahre außer Betrieb genommen.
Der nicht bebaute Hügel ist Teil des staatlichen historischen Komplexes „Altes Kiew“ und auch Teil eines kleinen Landschaftsparkes.

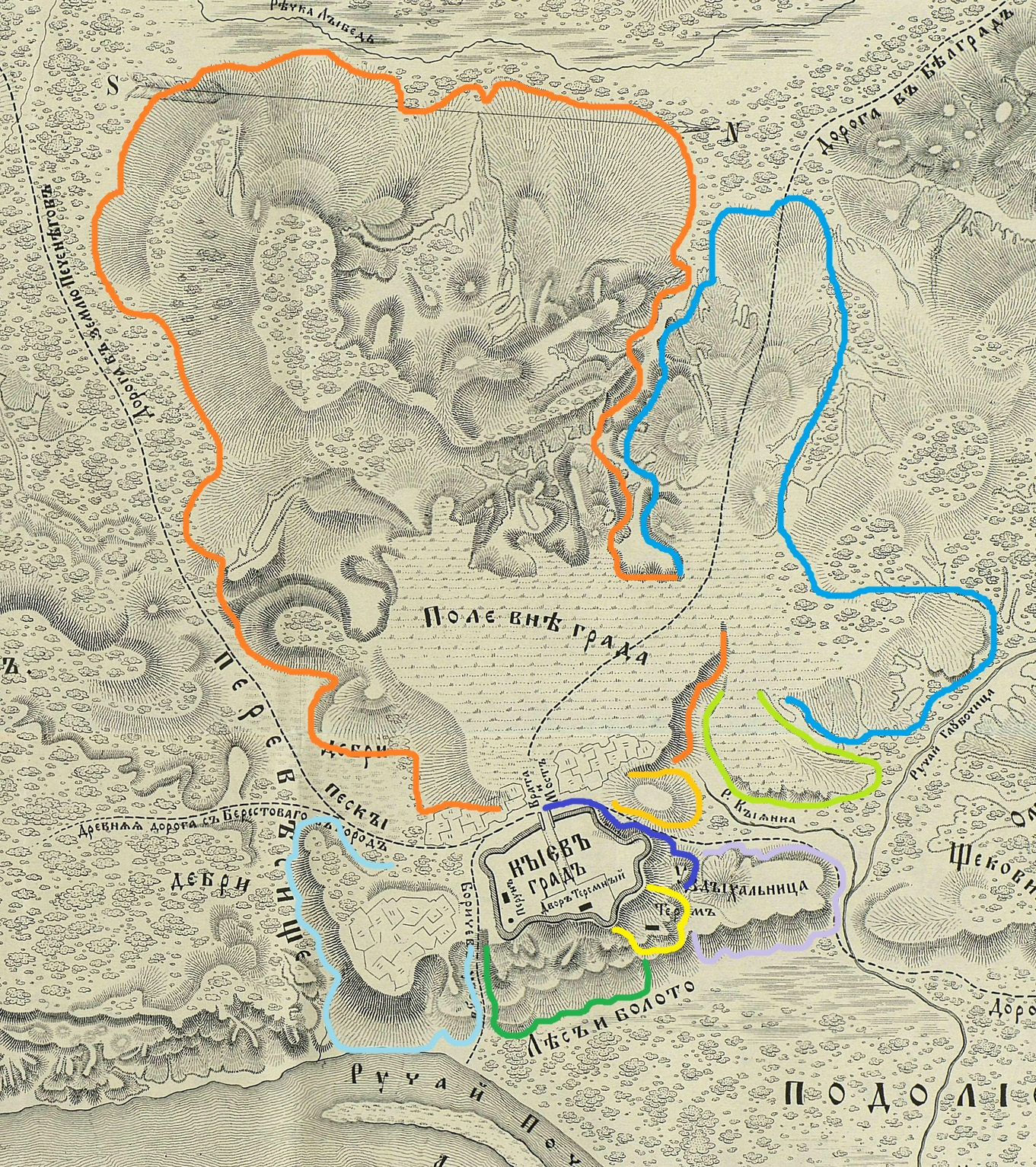
Schlossberg (graublau umrandet, im linken unteren Teil der Darstellung) auf einer Karte von Nikolai Wassiljewitsch Sakrewski
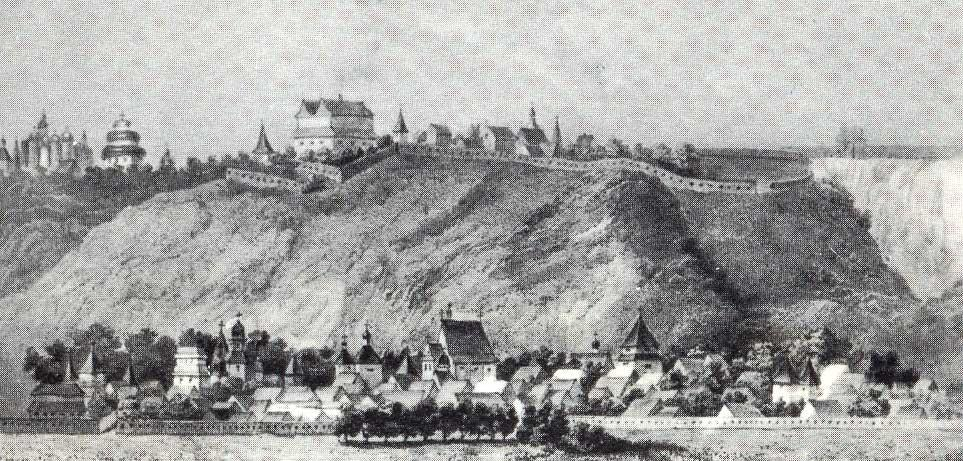
Schlossberg mit dem Podol im Vordergrund, Ansicht aus dem Jahre 1651. Das große Gebäude auf dem Hügel ist das Haus Adam Kisiels
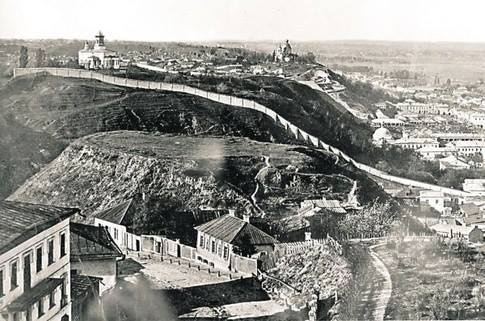
Schlossberg mit dem Florowski-Kloster im Vordergrund, auf dem Hügel die Dreifaltigkeitskirche
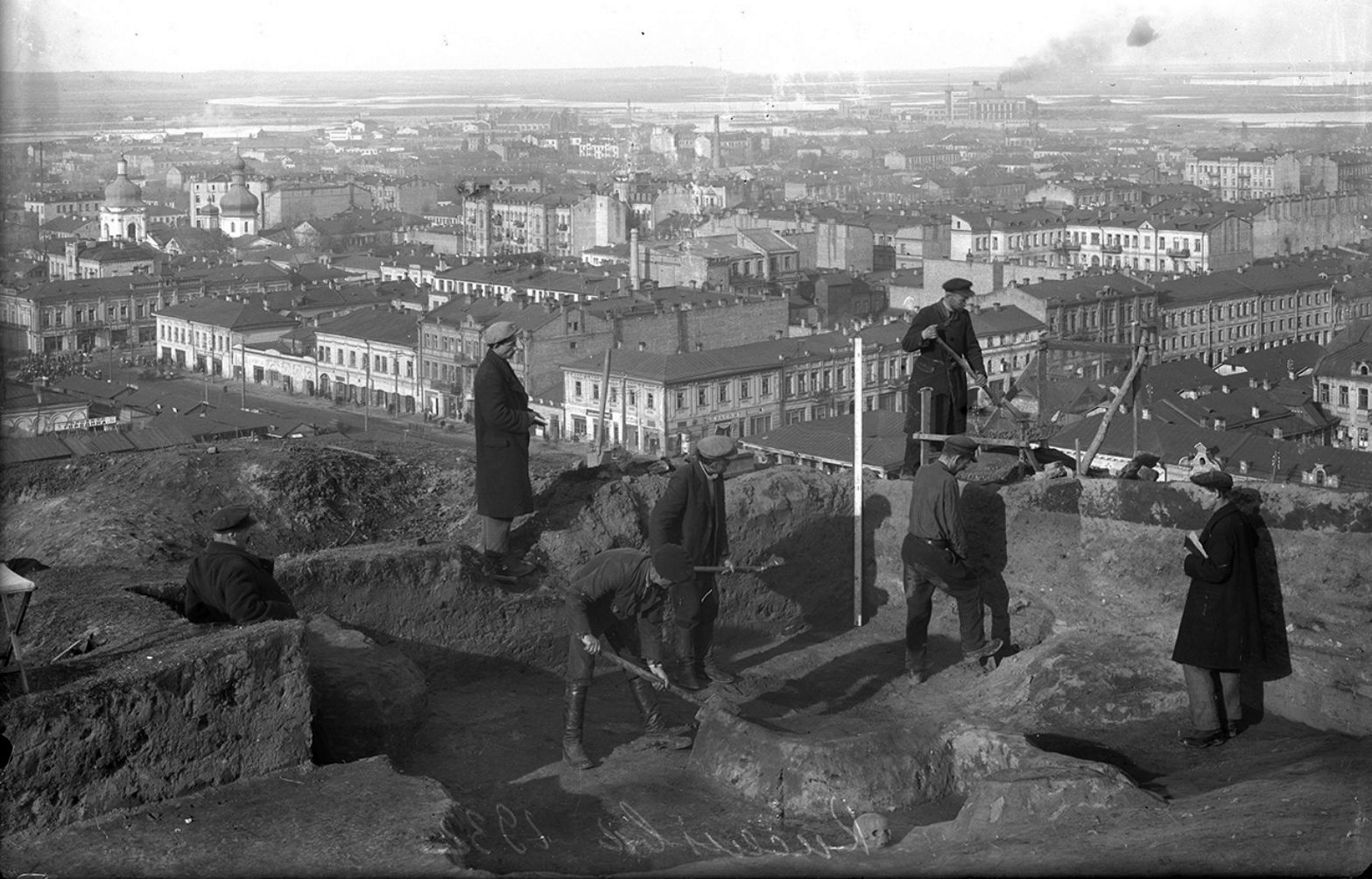
Ausgrabungen auf dem Schlossberg, 1932